# 埃斯皮诺萨德维利亚贡萨洛
埃斯皮诺萨德维利亚贡萨洛，是西班牙卡斯蒂利亚-莱昂帕伦西亚省的一个市镇。 总面积38平方公里，总人口247人（2001年），人口密度7人/平方公里。